# Kismaglód
Kismaglód, románul: Măgulicea település Romániában, a Partiumban, Arad megyében. Nagyhalmágytól északnyugatra fekvő település.

## Története
Kismaglód a középkorban Zaránd vármegyéhez tartozott. Nevét 1427-ben említette először oklevél Maglwycza, Magalucha neveken. 1461-ben Magwlyscha, 1630-ban Magulicsa, 1808-ban Magulicza, 1888-ban Magulicsa, 1913-ban Kismaglód néven írták. 1439-ben, 1441-ben és 1445-ben Magurich, Magyorich néven írták és a világosi vár tartozéka volt.
A trianoni békeszerződés előtt Arad vármegye Nagyhalmágyi járásához tartozott. 1910-ben 530 lakosából 528 román, 2 magyar volt. Ebből 528 görögkeleti ortodox volt.